# Kyle Martino
Kyle Hunter Martino (ur. 19 lutego 1981 w Atlancie) – piłkarz amerykański grający podczas kariery na pozycji pomocnika. Obecnie jest komentatorem sportowym.

## Kariera klubowa
Karierę piłkarską Kyle Martino rozpoczął w drużynie uniwersyteckiej - Virginia Cavaliers w 1999. W 2001 roku podpisał kontrakt z Project-40 i 2001 roku wziął udział w drafcie Major League Soccer. Z numerem 8. został wybrany przez zespół Columbus Crew. Jako debiutant wystąpił w 22 meczach i strzelił 2 bramki w swoim pierwszym sezonie w MLS. Dzięki temu dostał nagrodę MLS Rookie of the Year Award. W Columbus Martino występował do końca 2005 roku i rozegrał dla tego klubu łącznie 106 spotkania, w których strzelił 10 goli.
W 2006 roku Martino został zawodnikiem Los Angeles Galaxy. W Galaxy grał przez dwa sezony. 19 lutego 2008 Martino ogłosił zakończeniu piłkarskiej kariery z powodu kontuzji.
| Sezon | Klub               | Kraj              | Rozgrywki           | Mecze | Bramki |
| ----- | ------------------ | ----------------- | ------------------- | ----- | ------ |
| 2002  | Columbus Crew      | Stany Zjednoczone | Major League Soccer | 22    | 2      |
| 2003  | Columbus Crew      | Stany Zjednoczone | Major League Soccer | 22    | 2      |
| 2004  | Columbus Crew      | Stany Zjednoczone | Major League Soccer | 29    | 5      |
| 2005  | Columbus Crew      | Stany Zjednoczone | Major League Soccer | 27    | 0      |
| 2006  | Columbus Crew      | Stany Zjednoczone | Major League Soccer | 6     | 1      |
| 2006  | Los Angeles Galaxy | Stany Zjednoczone | Major League Soccer | 9     | 0      |
| 2007  | Los Angeles Galaxy | Stany Zjednoczone | Major League Soccer | 26    | 3      |

## Kariera reprezentacyjna
Kyle Martino występował w młodzieżowych reprezentacjach Stanów Zjednoczonych na różnych szczeblach wiekowych. W 2001 roku wystąpił na Mistrzostwach Świata U-20.
W dorosłej reprezentacji Stanów Zjednoczonych Martino zadebiutował 17 listopada 2002 roku w towarzyskim meczu z Salwadorem. W 2003 roku wystąpił na Pucharze Konfederacji. Na tym turnieju wystąpił w zremisowanym 0-0 meczu z Kamerunem. Swoją jedyną bramkę zdobył w wygranym 2-0 meczu eliminacji MŚ 2006 z Panamą.

## Komentator
Po przedwczesnym zakończeniu kariery Kyle Martino został komentatorem piłkarskim. Obecnie komentuje mecze w stacjach ESPN i ESPN 2 oraz lokalnej WPVI-TV.